# San Pedro de las Cuevas
San Pedro de las Cuevas es una localidad del municipio de Santa Eufemia del Barco, en la comarca de Alba, provincia de Zamora, España.

## Historia
Se atribuye su origen a un antiguo castro astur, que durante la Edad Media habría sido repoblado por la monarquía leonesa dentro del proceso repoblador llevado a cabo en la zona, naciendo así como localidad San Pedro de las Cuevas, que quedó integrado en el Reino de León. En época medieval se data también el yacimiento arqueológico de Sierra Molino, dados los fragmentos hallados de vasijas que apuntan a dicha época.
Con la creación de las actuales en 1833, la localidad quedó integrado en la provincia de Zamora, dentro de la Región Leonesa, integrándose en 1834 en el partido judicial de Alcañices, dependencia que se prolongó hasta 1983, cuando fue suprimido el mismo e integrado en el Partido Judicial de Zamora.

## Patrimonio
- Iglesia parroquial de San Pedro. Encumbrada por una original veleta, está ubicada en lo alto del castro sobre el que asienta el pueblo. En ella se venera la imagen de la Virgen del Remedio.
- Arquitectura rural, de adobe, madera, pizarra y piedra con detalles de forja en casas típicas, fuentes, pontones y un perfil agrícola y ganadero, mantienen algunos huertos esplendorosos con hortalizas, frutales, Viñedo y un contacto íntimo con la naturaleza entre silencios y paisajes…
- Puente del Arroyo de San Ildefonso. Sepultado bajo las aguas del embalse, sus restos son visibles cuando el nivel de agua del mismo se encuentra muy bajo. Su atribución cronológica oscila entre medieval y moderna.
- Viaducto del Esla-San Pedro de las Cuevas. Es un viaducto de la línea de alta velocidad ferroviaria en España situado sobre el río Esla a su paso por el embalse de Ricobayo en el límite municipal de San Pedro de las Cuevas.

## Fiestas
San Pedro de las Cuevas rinde homenaje a su patrón, San Pedro Regalado, el 13 de mayo, pero, debido a la despoblación, se aprovecha la presencia de emigrantes en agosto para programar con más actividades los festejos de verano, ofreciendo un programa de convivencia con juegos, folclore, bailes y actividades tradicionales, culturales y etnográficas.